# Paragorgia yutlinux
Paragorgia yutlinux är en korallart som beskrevs av Evangelina A. Sánchez 2005. Paragorgia yutlinux ingår i släktet Paragorgia och familjen Paragorgiidae. Inga underarter finns listade i Catalogue of Life.